# Plunket Shield 2012/13
Der Plunket Shield 2012/13 war die 84. Saison des nationalen First-Class-Cricket-Wettbewerbes in Neuseeland und wurde vom 30. Oktober 2012 bis zum 23. Februar 2014 ausgetragen. Gewinner waren die Central Districts Stags, die somit ihren 9. Plunket Shield gewannen.

## Format
Die Mannschaften spielten in einer Division  gegen jede andere jeweils zwei Spiele. Für einen Sieg erhielt ein Team zunächst 12 Punkte, für ein Unentschieden (beide Mannschaften erzielen die gleiche Anzahl an Runs) 6 Punkte. Sollte kein Ergebnis erreicht werden und das Spiel in einem Remis enden, bekommen beide Mannschaften 0 Punkte, wenn das Spiel abgesagt wird, 2 Punkte. Zusätzlich besteht die Möglichkeit, in den ersten 110 Over des ersten Innings Bonuspunkte zu sammeln. Dabei werden jeweils bis zu 4 Punkte für erzielte Runs und für erzielte Wickets vergeben. Im Falle einer Reduktion der Spieldauer auf einen Tag wird ein Sieg mit 6 Punkten, ein Unentschieden mit 3 und ein Remis mit 2 Punkten honoriert, Bonuspunkte werden dann nicht vergeben. Des Weiteren ist es möglich, dass Mannschaften Punkte abgezogen bekommen, wenn sie beispielsweise zu langsam spielen oder der Platz nicht ordnungsgemäß hergerichtet ist. Am Ende der Saison ist der Sieger der Division der Gewinner des Plunket Shields.

## Resultate

### Tabelle
Die Tabelle der Saison nahm am Ende die nachfolgende Gestalt an.
| Teams              | Sp. | S | N | U | R | Bat | Bwl | Ded | Punkte | NRW    |
| ------------------ | --- | - | - | - | - | --- | --- | --- | ------ | ------ |
| Central Districts  | 10  | 6 | 2 | 0 | 2 | 21  | 39  | 0   | 132    | +7.203 |
| Otago              | 10  | 5 | 2 | 0 | 3 | 24  | 38  | 0   | 122    | +7.700 |
| Northern Districts | 10  | 4 | 3 | 0 | 3 | 13  | 39  | 0   | 100    | +3.581 |
| Wellington         | 10  | 3 | 5 | 0 | 2 | 22  | 31  | 0   | 89     | −8.648 |
| Canterbury         | 10  | 3 | 5 | 0 | 2 | 13  | 39  | 0   | 88     | −3.839 |
| Auckland           | 10  | 2 | 6 | 0 | 2 | 13  | 32  | 0   | 69     | −6.411 |

### Spiele
| 27. – 30. Oktober Scorecard | Rangiora | Canterbury 297 (81.1) & 352 (113.3) | – | Otago 383 (110) & 267-2 (68.5) |
|                             |          | Otago gewinnt mit 8 Wickets         |   |                                |

| 28. – 31. Oktober Scorecard | Napier | Central Districts 383-8d (119.3) & 298-7d (94.3) | – | Wellington 340 (85.1) & 343-5 (67) |
|                             |        | Wellington gewinnt mit 5 Wickets                 |   |                                    |

| 4. – 7. November Scorecard | Napier | Central Districts 430-9d (119.3) & 149-6 (46.2) | – | Auckland 210 (68) & 365 (98) (f/o) |
|                            |        | Central Districts gewinnen mit 4 Wickets        |   |                                    |

| 4. – 7. November Scorecard | Hamilton | Northern Districts 204 (71.1) & 533-6d (127.5) | – | Otago 298 (79.1) & 353-8 (115) |
|                            |          | Remis                                          |   |                                |

| 10. – 12. November Scorecard | Auckland | Northern Districts 208 (82.1) & 196 (79.3) | – | Auckland 392 (120.2) & 14-0 (1.2) |
|                              |          | Auckland gewinnt mit 10 Wickets            |   |                                   |

| 12. – 15. November Scorecard | Dunedin | Canterbury 254 (95.3) & 252-9d (105.3) | – | Otago 272 (101.1) & 203-7 (68) |
|                              |         | Remis                                  |   |                                |

| 17. – 20. November Scorecard | Gisborne | Northern Districts 183 (70.3) & 252 (93.5) | – | Central Districts 341 (121.5) & 95-2 (20.3) |
|                              |          | Central Districts gewinnen mit 8 Wickets   |   |                                             |

| 19. – 22. November Scorecard | Rangiora | Wellington 239 (60.3) & 364-5d (99.3) | – | Canterbury 301-8d (90.2) & 303-4 (59.3) |
|                              |          | Canterbury gewinnt mit 6 Wickets      |   |                                         |

| 26. – 29. November Scorecard | Auckland | Wellington 380 (95.2) & 145-2 (42) | – | Auckland 658-9d (147.5) |
|                              |          | Remis                              |   |                         |

| 26. – 29. November Scorecard | Napier | Central Districts 476 (127.2) & 21-0 (4.5) | – | Otago 257 (73.5) & 239 (98) (f/o) |
|                              |        | Central Districts gewinnen mit 10 Wickets  |   |                                   |

| 2. – 4. Dezember Scorecard | Auckland | Auckland 196 (51.2) & 274 (56.4) | – | Otago 253 (97) & 223-7 (60.3) |
|                            |          | Otago gewinnt mit 3 Wickets      |   |                               |

| 2. – 5. Dezember Scorecard | Hamilton | Northern Districts 200 (73.5) & 410-5d (122) | – | Canterbury 186 (45.3) & 112-2 (33.5) |
|                            |          | Remis                                        |   |                                      |

| 10. – 13. Dezember Scorecard | Wellington | Central Districts 260 (59.1) & 389 (116.4) | – | Wellington 403 (98) & 248-3 (66.4) |
|                              |            | Wellington gewinnt mit 7 Wickets           |   |                                    |

| 16. – 19. Dezember Scorecard | Auckland | Canterbury 405-9d (119) & 120 (43.2) | – | Auckland 307 (93.3) & 219-3 (43.4) |
|                              |          | Auckland gewinnt mit 7 Wickets       |   |                                    |

| 17. – 20. Dezember Scorecard | Dunedin | Otago 427 (111.3) & 227-4d (80) | – | Central Districts 449 (127.1) |
|                              |         | Remis                           |   |                               |

| 17. – 20. Dezember Scorecard | Wellington | Northern Districts 403-8d (87.1) & 196-4 (47.1) | – | Wellington 206 (45.2) & 390 (98.1) (f/o) |
|                              |            | Northern Districts gewinnen mit 6 Wickets       |   |                                          |

| 24. – 26. Januar Scorecard | Dunedin | Wellington 254 (67.4) & 157 (48.5)           | – | Otago 651-9d (141) |
|                            |         | Otago gewinnt mit einem Innings und 240 Runs |   |                    |

| 24. – 26. Januar Scorecard | Hamilton | Auckland 240 (61.3) & 284 (82.1)                          | – | Northern Districts 614-7d (146) |
|                            |          | Northern Districts gewinnen mit einem Innings und 90 Runs |   |                                 |

| 24. – 27. Januar Scorecard | Napier | Central Districts 303-8d (89.1) & 320 (93) | – | Canterbury 292 (82.4) & 250 (82) |
|                            |        | Central Districts gewinnen mit 81 Runs     |   |                                  |

| 30. Januar – 2. Februar Scorecard | Auckland | Central Districts 233 (57.3) & 457-7d (140) | – | Auckland 348 (100.5) & 151 (40) |
|                                   |          | Central Districts gewinnen mit 191 Runs     |   |                                 |

| 31. Januar – 2. Februar Scorecard | Queenstown | Northern Districts 217 (60.4) & 227 (80.3) | – | Otago 319 (87.5) & 126-2 (26.4) |
|                                   |            | Otago gewinnt mit 8 Wickets                |   |                                 |

| 31. Januar – 3. Februar Scorecard | Wellington | Canterbury 329-9d (93.5) & 410-7d (102) | – | Wellington 356 (92.3) & 363 (95.1) |
|                                   |            | Canterbury gewinnt mit 20 Runs          |   |                                    |

| 7. – 9. Februar Scorecard | Christchurch | Canterbury 172 (52.2) & 149 (46.3)        | – | Northern Districts 108 (39.4) & 217-4 (53) |
|                           |              | Northern Districts gewinnen mit 6 Wickets |   |                                            |

| 7. – 10. Februar Scorecard | Wellington | Auckland 346 (107) & 345 (118.2) | – | Wellington 426 (106.1) & 199-8 (51) |
|                            |            | Remis                            |   |                                     |

| 14. – 17. Februar Scorecard | Rangiora | Canterbury 252 (87) & 255 (91.4)         | – | Central Districts 249 (77) & 259-6 (60) |
|                             |          | Central Districts gewinnen mit 4 Wickets |   |                                         |

| 14. – 17. Februar Scorecard | Whangārei | Wellington 423 (96) & 234 (60.2)          | – | Northern Districts 510 (129) & 148-5 (42.5) |
|                             |           | Northern Districts gewinnen mit 5 Wickets |   |                                             |

| 14. – 17. Februar Scorecard | Dunedin | Auckland 221 (68.4) & 351 (135) | – | Otago 569-8d (149.4) & 4-0 (0.1) |
|                             |         | Otago gewinnt mit 10 Wickets    |   |                                  |

| 20. – 22. Februar Scorecard | Christchurch | Auckland 173 (52.2) & 170 (57.5) | – | Canterbury 302 (97.5) & 43-1 (7) |
|                             |              | Canterbury gewinnt mit 9 Wickets |   |                                  |

| 20. – 23. Februar Scorecard | Nelson | Northern Districts 267 (85.4) & 435-9d (126.3) | – | Central Districts 418 (113) & 116-2 (22) |
|                             |        | Remis                                          |   |                                          |

| 20. – 23. Februar Scorecard | Wellington | Wellington 255 (68.1) & 322 (122) | – | Otago 378 (100.1) & 145 (41.2) |
|                             |            | Wellington gewinnt mit 54 Runs    |   |                                |